# Kroppental
Das Kroppental in  Schönburg (Saale) an der Wethau beginnt an der „Neuen Welt“ an der Mündung der Wethau in die Saale und endet vor der B 87. Seinen Namen hat es von der Wüstung Kroppen her. An diesen Ort erinnern die Kroppenmühle und die Kroppentalstraße, die durch dieses Tal führt. Eine der Erhebungen ist der Todtesche Berg mit dem „Steinernen Engel“ aus der Barockzeit. Von dem Dorf Kroppen selbst gibt es keinerlei Überreste. Das Kroppental steht auch mit den Menhiren von Wethau in Beziehung.
Die Kroppenmühle wie auch die Neumühle als auch der Steinerne Engel vom Todteschen Berg stehen auf der Liste der Kulturdenkmale in Schönburg (Saale). 
Im Tal befindet sich eine Pension bzw. Hotel.

Architektur im Kroppental
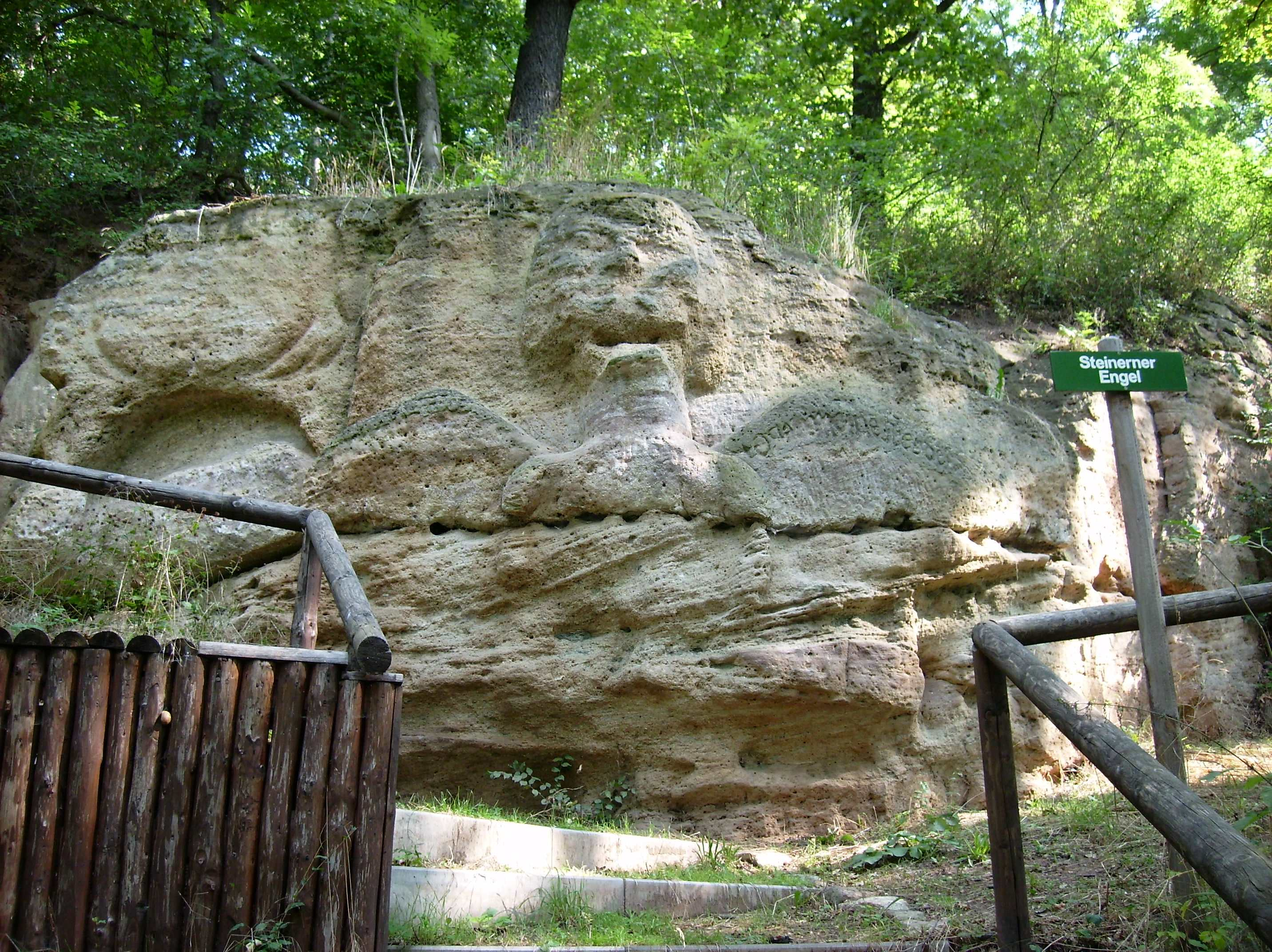
„Steinerner Engel“ im Kroppental
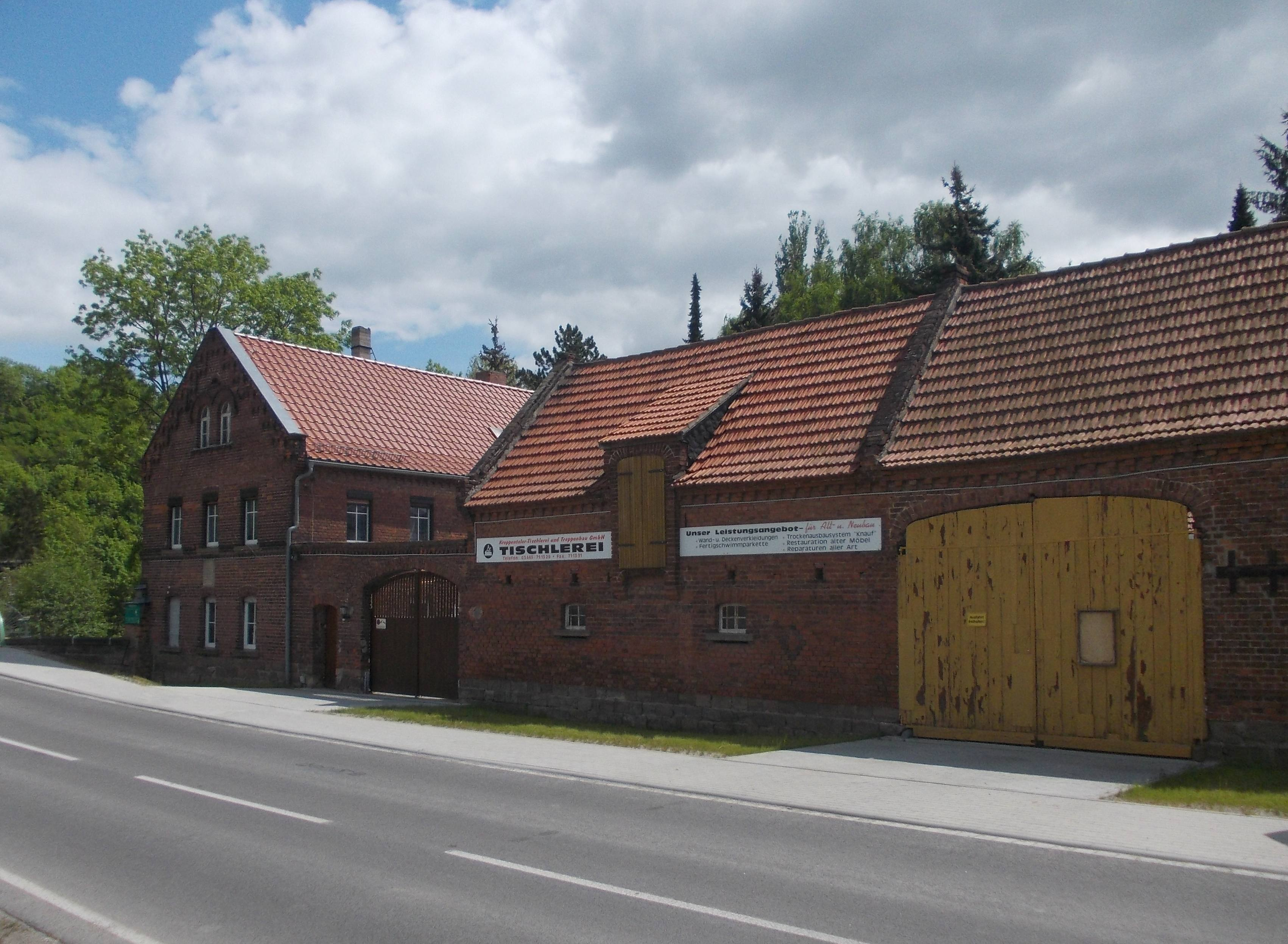
Neumühle
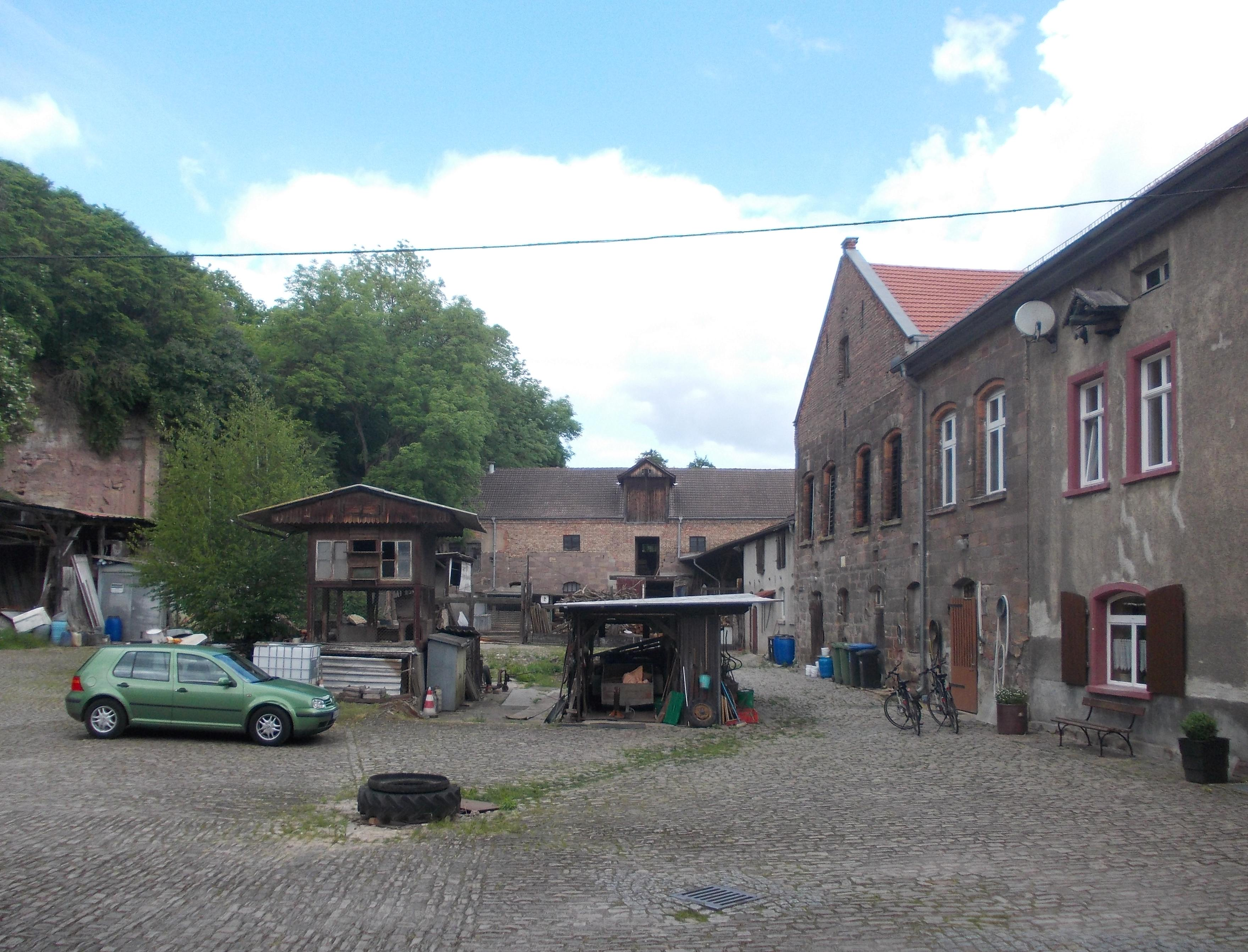
Kroppenmühle

## Wüstung Kroppen
Kroppen ist wahrscheinlich wendischen Ursprungs. Erste Erwähnung findet sich um 1010. Es ist von einer Villa Kruppin die Rede gewesen. Seit 1278 hatte der Naumburger Bischof die Gerichtsbarkeit über das Dorf inne. Seit 1451 wurde die Gerichtsbarkeit von Kroppen (später Wüstung) im unteren Wethautal dazu gezählt. Schon 1483 wurde von einem wüsten Dorf Kroppen gesprochen.